# 莫勒雷什蒂鄉
45°01′13″N 24°33′58″E / 45.0203°N 24.5660°E
莫勒雷什蒂鄉（羅馬尼亞語：Comuna Morărești, Argeș），是羅馬尼亞的鄉份，位於該國中南部，由阿爾傑什縣負責管轄，處於布加勒斯特西北面140公里，每年平均降雨量1,029毫米，海拔高度541米，2007年人口1,958。